# V & B Fliesen
Die V & B Fliesen GmbH mit Sitz im saarländischen Merzig ist ein  Fliesenhersteller, der Teil der türkischen Eczacıbaşı-Gruppe ist.

## Geschichte
V & B Fliesen wurde zum 1. Januar 2006 als eigenständige Tochtergesellschaft des Keramikherstellers Villeroy & Boch AG (V & B) gegründet. In der neuen Tochtergesellschaft bündelte V & B sein Geschäft mit Boden- und Wandfliesen mitsamt den dazugehörigen Produktionsstätten. Ab 2007 erfolgte in mehreren Tranchen der Verkauf der V & B Fliesen GmbH an die Eczacıbaşı-Gruppe. Aktuell hält Eczacıbaşı 98 % der Anteile von V & B Fliesen, die restlichen Anteile liegen beim früheren Mutterkonzern V & B AG.
Auch wenn das Unternehmen erst 2006 gegründet wurde, reicht die Geschichte der Fliesenproduktion deutlich länger zurück. Die V & B AG fertigte schon seit dem 19. Jahrhundert Fliesen.
2019 schloss V & B Fliesen die Produktionsstätte im französischen La Ferté-Gaucher. Bis 2022 fertigte V & B Fliesen noch in Deutschland. Das verbliebene Werk in Merzig wurde Ende 2022 geschlossen und die Logistik soll bis Ende 2024 verlagert werden, so dass am Stammsitz in Merzig lediglich die Verwaltung des Unternehmens bestehen bleibt. Die Produktion der Fliesen soll komplett in den türkischen Werken der Gruppe erfolgen.

## Produkte
V & B Fliesen produziert und vertreibt Boden- und Wandfliesen unter den Markennamen Villeroy & Boch (unter Lizenz der vormaligen Muttergesellschaft) sowie Engers. Als Lizenzgebühr für die Nutzung des Namens Villeroy & Boch bzw. V & B sind jährlich 2 % des Umsatzes an den Lizenzgeber, die Villeroy & Boch AG, zu zahlen.